# Xenophon (kráter)

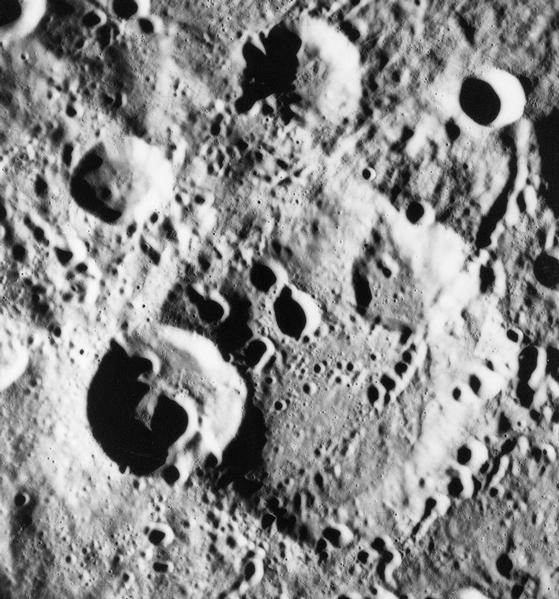
Kráter Xenophon (nahoře uprostřed). Velký kráter uprostřed je Žirickij.

Xenophon je měsíční impaktní kráter nacházející se na jižním okraji rozlehlé valové roviny Fermi na odvrácené straně Měsíce a tudíž není pozorovatelný přímo ze Země. Má průměr 26 km, pojmenován je podle starořeckého spisovatele a historika Xenofóna.
Jižně leží větší kráter Žirickij. Východo-severovýchodně se nachází rozsáhlý kráter Ciolkovskij.